# Polygonia interrogationis
Polygonia interrogationis är en fjärilsart som beskrevs av Fabricius 1798. Polygonia interrogationis ingår i släktet Polygonia och familjen praktfjärilar. Inga underarter finns listade i Catalogue of Life.

## Bildgalleri

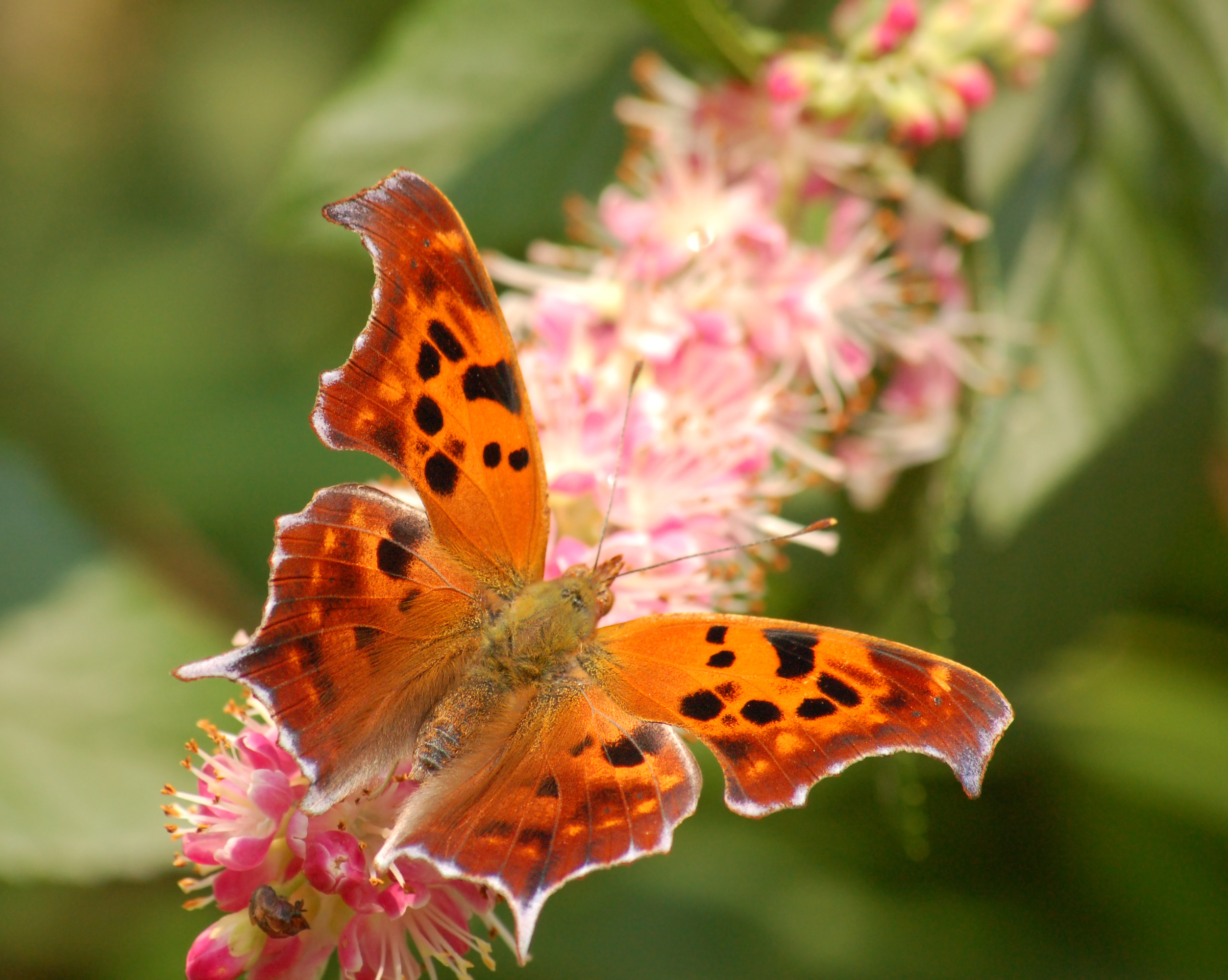
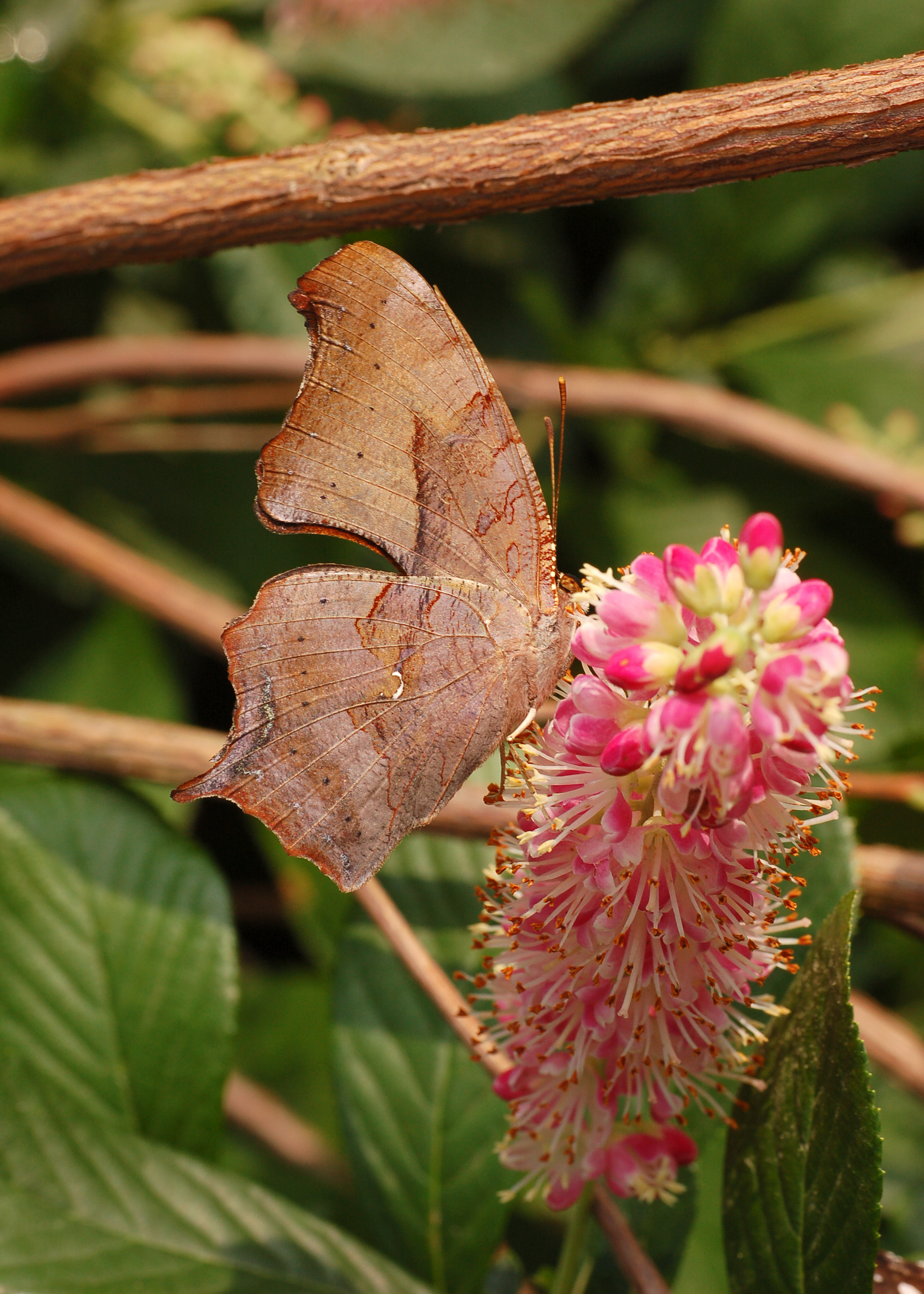
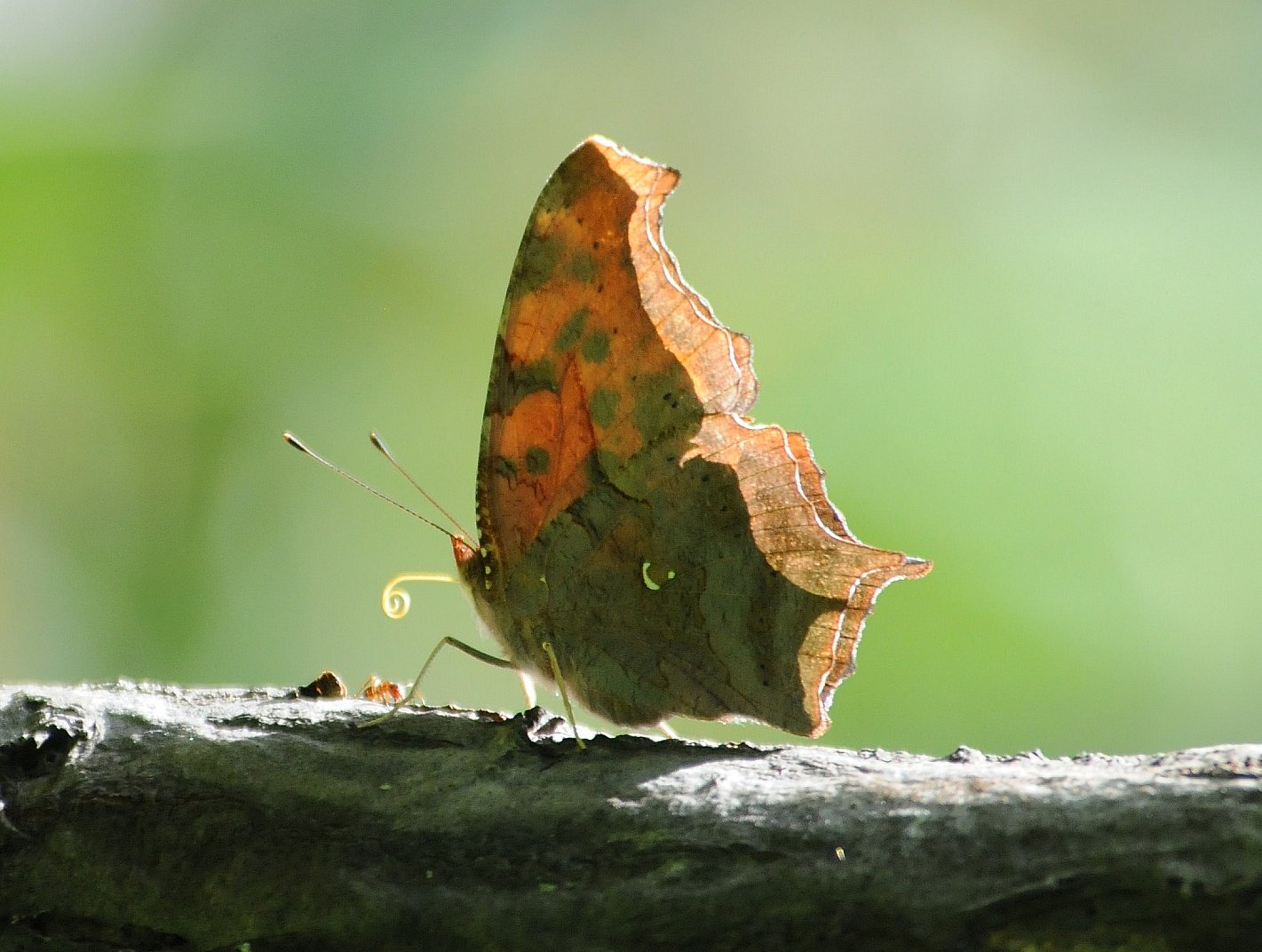
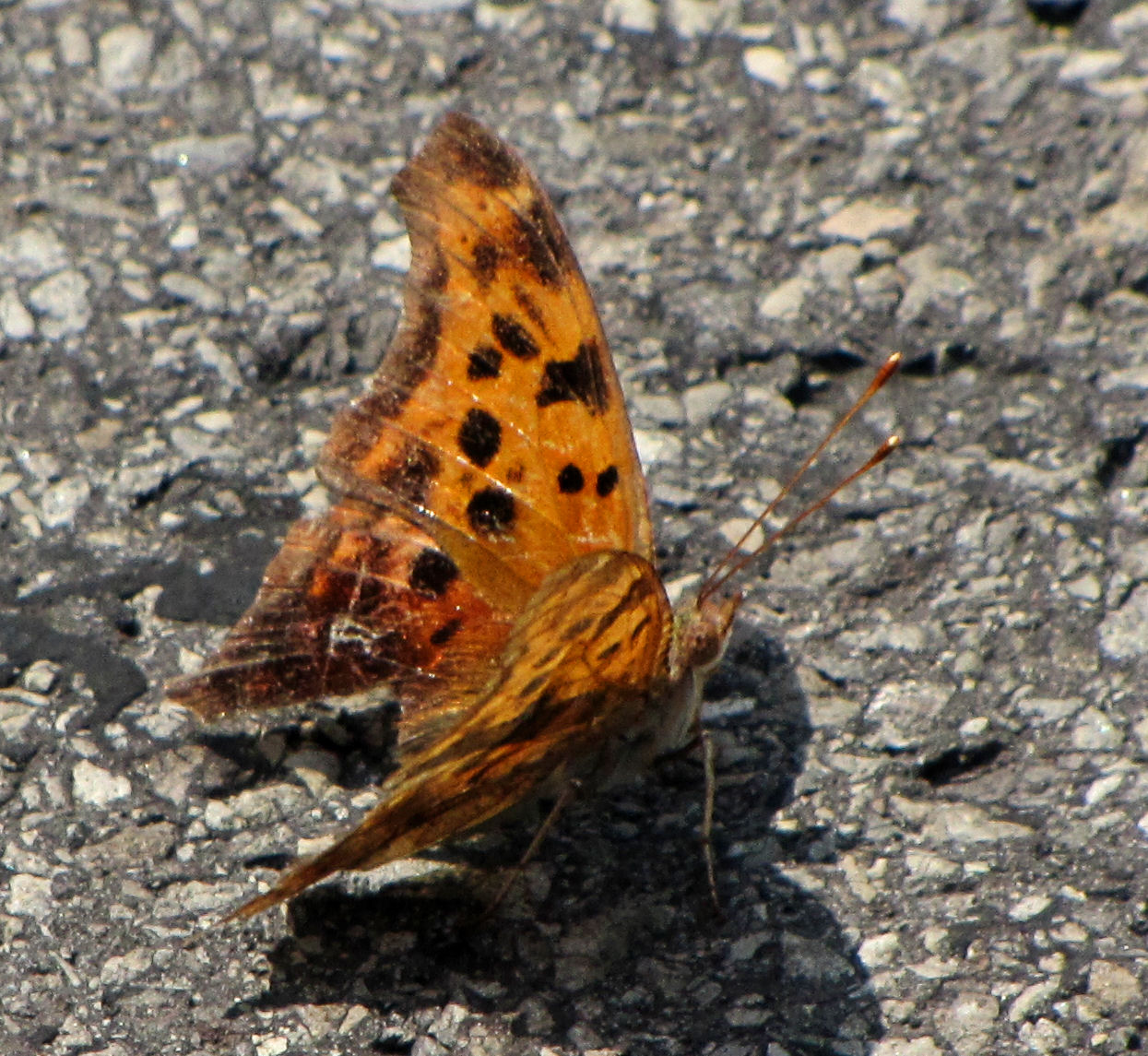